# Ереша
Ереша — река в России, протекает по Батецкому и Новгородскому районам Новгородской области. Устье реки находится в 87 км по левому берегу реки Кересть. Длина реки составляет 16 км.

## Данные водного реестра
По данным государственного водного реестра России относится к Балтийскому бассейновому округу, водохозяйственный участок реки — Волхов, речной подбассейн реки — Волхов. Относится к речному бассейну реки Нева (включая бассейны рек Онежского и Ладожского озера).
Код объекта в государственном водном реестре — 01040200612102000018790.